# De Futen
A.Z. & P.C. (Amstelveense Zwem & Poloclub) De Futen is een zwemvereniging uit Amstelveen, opgericht op 20 juni 1939.
Naast het organiseren van  diplomazwemmen worden er ook verschillende disciplines uitgeoefend zoals waterpolo , wedstrijdzwemmen, openwaterzwemmen en masters zwemmen. Daarnaast voert De Futen een actief jeugdbeleid: de WEP-opleiding. Het thuisbad van de Futen is sportcentrum De Meerkamp. De clubkleuren zijn blauw en geel.

## Geschiedenis

### Jaren veertig
Ondanks de bezettingsjaren groeide de vereniging gestaag en werd het wedstrijdzwemmen in het programma opgenomen. Het harde trainen bij de waterpoloërs zorgde voor resultaat, want reeds in 1941 werd het eerste herenteam kampioen van kring Amsterdam en twee jaar later kampioen van de noordcompetitie B-afdeling KNZB. De vereniging groeide zo snel dat een tweede en derde herenteam en een jeugdzevental gevormd kon worden en ook de zwemploeg mocht de nodige nieuwelingen begroeten. De vrouwen konden bij deze ontwikkelingen niet achterblijven. Begin jaren vijftig bleek er steeds meer animo te ontstaan voor het dameswaterpolo, waardoor een leukere en betere competitie ontstond. 

### Jaren zestig
Bij het wedstrijdzwemmen zijn de Futen begin jaren zestig zeer succesvol. Er wordt zelfs internationaal gezwommen. Grote namen als Gretta en Ada Kok, Jopie Troost en Erna Loskamp zwemmen in die jaren voor de Futen. Later in de jaren zestig wordt er een discipline bij de Futen gestart die nu helaas niet meer bestaat: het schoonspringen. De bondscoach uit die tijd, Harry Meelhuisen, werd gestrikt om het schoonspringen bij de Futen op te starten. En met succes, binnen enkele jaren stond er een groep springers en springsters die op hoog niveau deelnamen. Het streven was de beste vereniging in Nederland op gebied van schoonspringen te worden. Midden jaren zeventig was het niveau zo hoog, dat er internationale trainingskampen en wedstrijden werden georganiseerd. Edwin en Daphne Jongejans zijn de bekendste springers die in die tijd uitkwamen voor de Futen en die overigens nog steeds actief zijn. 

## Bekende (ex-)leden
- Hellen Boering
- Ada Kok
- Gretta Kok
- Jopie Troost
- Erna Loskamp
- Edwin Jongejans
- Daphne Jongejans
- Jolanda de Rover
- Kira Toussaint